# Azair
Abu Anácer Maomé ibne Anácer (em árabe: أبو نصر محمد بن الناصر; romaniz.: Abū Nasr Muhammad ibn al-Nāsir; 1173 - 10 de julho de 1226), mais conhecido com seu nome de reinado Azair Biamer Alá (em árabe: الظاهر بأمر الله; romaniz.: al-Zāhir bi-Amr Allāh, lit. 'Aquele que aparece abertamente pela ordem de Deus'), foi o califa do Califado Abássida em Baguedade de 1225 a 1226.

## Vida
Abu Anácer Maomé nasceu em 1173 e era o filho mais velho do califa Anácer (r. 1180–1225). Em 1189, foi designado como herdeiro presuntivo, mas devido à sua piedade sunita, foi removido da linha sucessória em favor de seu irmão Ali por influência do vizir xiita Alcumi. Uma vez que Ali faleceu antes de Anácer, o califa tornou a designar Abu Anácer Maomé como herdeiro em 1225. Nesse ano, sucedeu seu pai sob o nome de Azair, aos 52 anos de idade. Ao ascender, revogou políticas impopulares de seu pai, o que significou a redução de impostos, a libertação de muitos prisioneiros políticos e a devolução de propriedades confiscadas injustamente a seus donos. Também é sabido que dedicou-se à caridade. Isso levou aos historiadores darem uma imagem favorável de seu califado. Ibne Alatir, por exemplo, comparou-o ao omíada Omar II (r. 717–720), que em seu tempo revogou medidas impopulares de seus antecessores. Em 1226, após nove meses de reinado, Azair faleceu e foi sucedido por seu filho Almostancir I.

## Família
Uma das concubinas de Azair era Haiate Catum, uma mulher de origem turca que se tornou sua mais confiável e favorita concubina e mãe de um de seus filhos. Foi alforriada após a morte dele e se tornou uma mulher livre. Morreu, por sua vez, em 16 de agosto de 1241 e foi enterrada no mausoléu do califa Almostadi. Outra de suas concubinas foi Babe Jauar, outra escrava turca e também uma de suas concubinas favoritas. Ela morreu em 1º de agosto de 1241 e foi enterrada perto dos túmulos do califa no Cemitério de Ruçafa. Outra de suas concubinas, também turca, era mãe de Almostancir.